# Дуррес
Ду́ррес (алб. Durrësi), ранее Дирра́хий (Диррахиум, греч. Δυρράχιο), Драч (болг. и серб. Драч) и Дура́ццо (итал. Durazzo) — второй по величине и наиболее богатый достопримечательностями город Албании. Расположен на побережье Адриатического моря, в 33 км западнее столицы Албании Тираны, напротив итальянских портов Бари (в 300 км к западу) и Бриндизи (в 200 км). Население 113 249 чел., в агломерации — 201 515 чел. (перепись, 2011).

## История
Основан в 627 году до н. э. под названием Эпида́мн (Επίδαμνος) греческими колонистами из города Коринфа и с острова Керкира на иллирийском побережье. Эпидамн был построен в очень выгодном для обороны месте: созданная природой гавань окружена с суши болотами, а с моря высокими утёсами, что делало город неприступным. Политическое устройство древнего города восхвалял в своих трудах Аристотель. Однако полис раздирали постоянные внутренние конфликты между керкирянами и коринфянами. Эти конфликты, а также изгнание олигархов из Эпидамна в 435 году до н. э. положили начало Пелопонесской войне в 431 году до н. э.. В 312 году до н. э. город занял иллирийский царь тавлантиев Главкий. В 229 году до н. э. на Эпидамн напала иллирийская царица Тевта, но в том же году оставила город, бежав от римлян.

### Древний Рим
Римляне переименовали город в Диррахий (Dyrrachium), так как посчитали прежнее название зловещим предсказанием (лат. damnum — поражение, потеря). Этимология слова Диррахий греческая и означает «двухребетный» или «двуутёсный». Правителем города был назначен грек Деметрий Фаросский, перешедший позже на сторону иллирийских пиратов во время Второй Иллирийской войны. В 219 году до н. э. римляне вновь вернули себе город. В 168 году до н. э. на Диррахий напал иллирийский царь Гентий, затем город снова перешёл к римлянам. В 146 году до н. э. город был присоединён к провинции Македония. Построенная в то же время знаменитая Эгнатиева дорога вела из Диррахия по Македонии, Фракии, через Фессалоники, Амфиполис, Филиппы в Византий. Другая дорога шла на юг в город Бутротум (современный Бутринти).
С 59 года до н. э. Диррахий входил в состав римской провинции Иллирик.
В городе некоторое время жил в изгнании Цицерон. В 48 году до н. э. недалеко от Диррахия произошло сражение между Помпеем и Цезарем. 

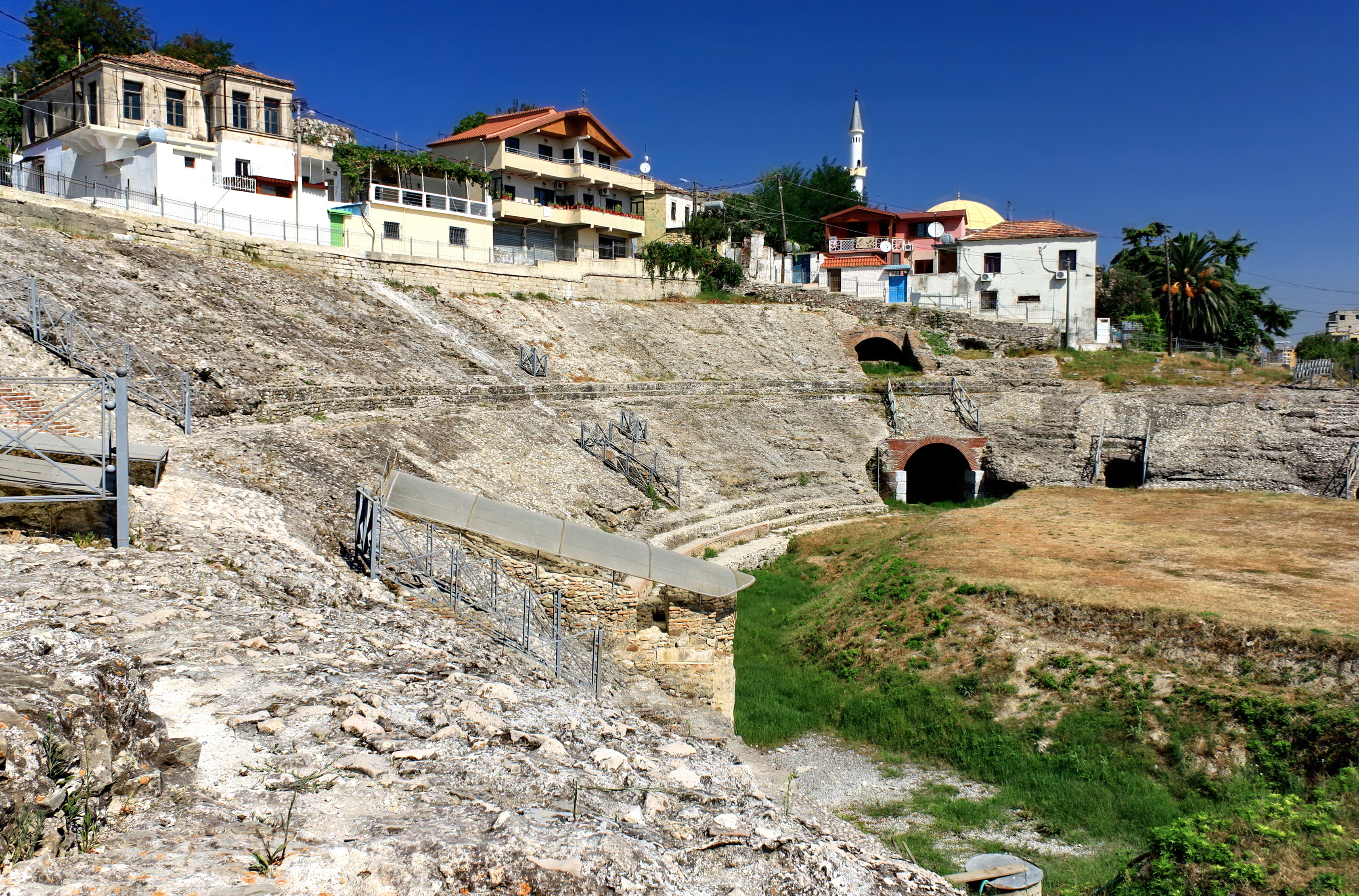
Античный амфитеатр в Диррахии

Император Октавиан Август сделал город ветеранской колонией и переселил сюда легионеров, служивших ему во время Гражданской войны и в сражении при Акциуме. Диррахий получил статус суверенного города (civitas libera).
Своего расцвета город достиг в IV веке, когда в ходе административной реформы был сделан императором Диоклетианом главным городом римской провинции Новый Эпир (Epirus Nova).
В 314 году Диррахий был практически разрушен землетрясением, но затем вновь отстроен. В 395 году город отошёл к Византии, оставшись центром провинции Диррахий.

### Византия
На протяжении нескольких веков Диррахий оставался одним из важнейших византийских городов на Адриатике. Около 430 года здесь родился будущий император Византии Анастасий I. В 481 году город осаждён и разрушен остготским королём Теодорихом. Согласно сообщению Прокопия Кесарийского в 548 году войско славинов перешло Дунай и вышли к Адриатике у Эпидамна.
В 842 году город Диррахий с присоединёнными территориями, населёнными греками и албанцами, образовал новую фему Диррахий с численностью фемного войска в 2000 человек.
Симеон Болгарский в войнах с Византией (893 — 927) захватил Диррахий и север фемы Никополь. В этот период город получил новое болгарское название Драч. Между 1000 и 1018 годами Первое Болгарское царство было завоёвано Византией, а Эпир был возвращён в состав империи. Фема Диррахий была восстановлена, а фема Никополис обрела свои старые границы на севере.
Осенью 1081 года флот герцога Апулии, Калабрии и Сицилии Роберта Гвискара, по происхождению нормандца, начал длительную осаду города. Защитники Диррахия, руководимые родственником императора Георгием Палеологом, стойко держались. В октябре 1081 года на помощь Диррахию прибыл во главе свежей армии император Алексей I Комнин.
18 октября 1081 года между войсками Роберта Гвискара и Алексея Комнина состоялась битва при Диррахии, описанная Анной Комниной в «Алексиаде». 21 февраля 1082 года, через несколько месяцев после отступления византийской армии, Роберт сумел взять Диррахий, но в 1084 году венецианский флот, союзный Византии, отбил город у нормандцев.
В 1108 году Диррахий был осажден Боэмундом Антиохийским, сыном Роберта Гвискара, а 11 июня 1185 года завоёван сицилийским королём Вильгельмом II.

### Франкократия

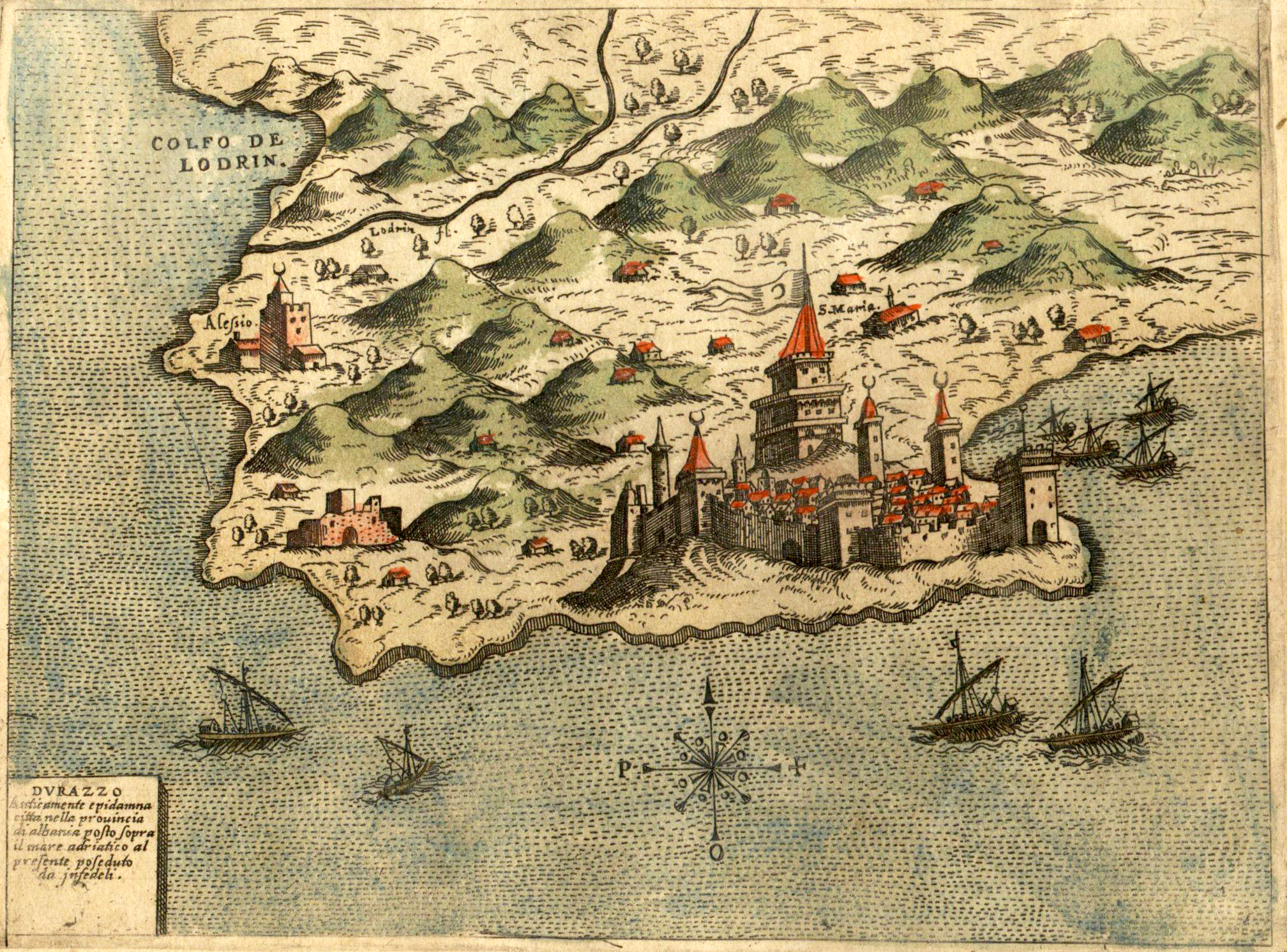
Дурраццо на карте 1573 года

После завоевания Константинополя в 1204 году, при разделе добычи три восьмых территории Византийской империи, в том числе Диррахий, отошли к Венеции, создавшей герцогство Дураццо. Михаил Ангел Комнин, родственник низверженного греческого царского дома, основал здесь Эпирский деспотат, к которому принадлежали Эпир, часть сегодняшней Албании и Фессалия.
В 1258 году город перешёл к сицилийскому королю Манфреду Гогенштауфену в качестве приданого деспота Эпира Михаила II своей дочери Елене.
В 1272 году Карл I Анжуйский отвоевал у деспотов Эпира Диррахий, переименованный к тому времени в Дураццо, большую часть Албании и провозгласил себя королём Албании. Дураццо стал частью Неаполитанского королевства. Вместе с неаполитанским владычеством в город пришла католическая вера. В 1278 году здесь был построен первый доминиканский монастырь.
В 1273 году Дураццо разрушен землетрясением, но снова вскоре восстановлен и укреплён. В 1309 году город стал суверенным герцогством под управлением внука Карла I Джованни, герцога Дураццо. В 1313 году герцогство перешло к его брату Филиппу I Тарентскому. Таким образом, за исключением двух непродолжительных периодов правления здесь византийского императора Андроника II (1286 — 1294, 1297 — ок. 1300), городом владел Анжу-Сицилийский дом.
В 1333 году Дураццо был аннексирован Ахейским княжеством, а вскоре после этого, в 1336 году, захвачен сербским королём Стефаном Душаном. После его смерти в 1355 году Дураццо перешёл к албанским князьям Топиям. С 1367 года городом владел князь Карл Топия, но в 1392 году его сын Георгий продал Дураццо венецианцам.

### Османский период
Дураццо, ставший частью венецианской Албании, выдержал осаду османского султана Мехмеда II в 1466 году, но пал в 1501 году, когда его захватил сын Мехмеда, султан Баязид II.
Город принадлежал Турции вплоть до начала XX века. Большая часть населения была обращена в ислам, церкви перестроены в мечети. По-турецки город именовался Дирашом. Некогда цветущий город постепенно утрачивал своё значение, а в середине XIX века насчитывал только 1000 жителей. Иностранцы, побывавшие здесь в начале XX века, описывали Дуррес как «город, окружённый полуразвалившимися стенами и представляющий собой почти одни развалины. Византийская цитадель уже не существует, а гавань почти занесена песком».

### XX век
Дуррес был одним из центров албанского национального освободительного движения в 1878 — 1881 и в 1910 — 1912 годах. 26 ноября 1912 года над городом был поднят албанский флаг, но тремя днями позже город был захвачен сербами во время Первой Балканской войны. 7 марта 1913 года Дуррес стал первой столицей Албании под руководством принца Вильгельма Вида. В 1915 году, во время Первой мировой войны был оккупирован Италией, а затем Австро-Венгрией в 1916 — 1918 годах. В октябре 1918 года сюда вошли войска Антанты. После получения Албанией независимости Дуррес являлся временной столицей Албании с 1918 года по март 1920 года.

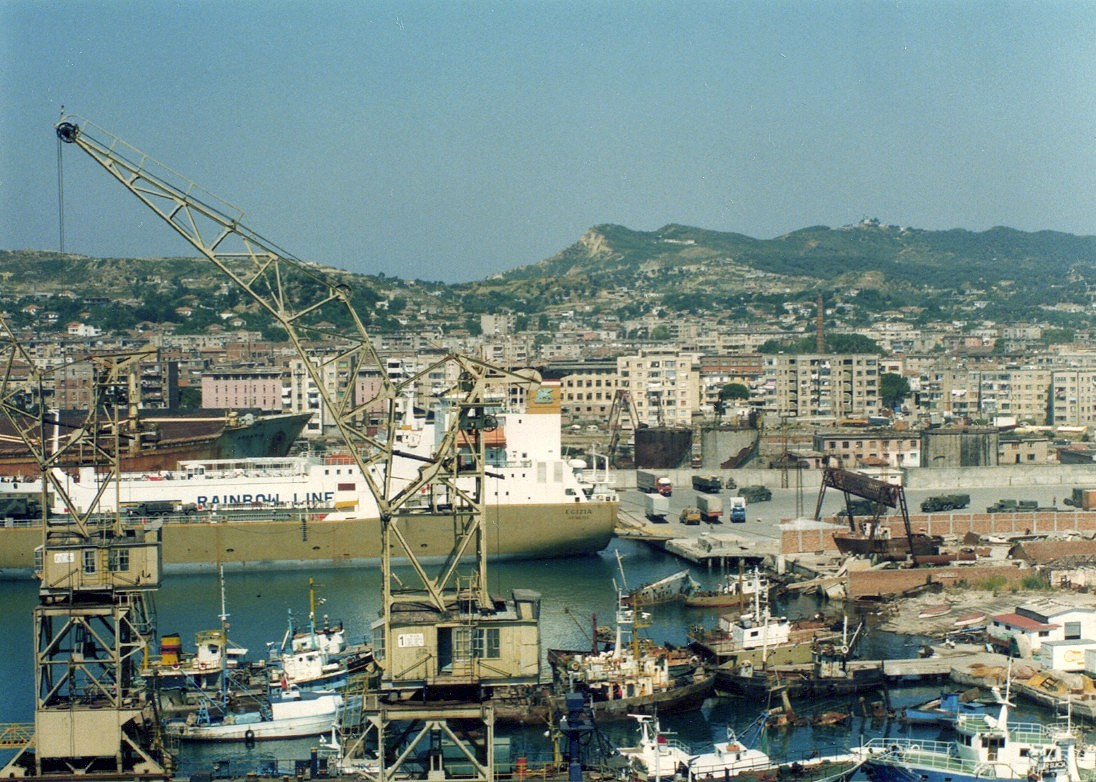
Гавань современного Дурреса

В годы правления короля Ахмета Зогу город пережил настоящий экономический бум после получения итальянских инвестиций. В 1927 году построен современный порт и Дуррес стал главным портовым городом Албании.
В 1926 году город частично разрушило землетрясение, после чего был заново отстроен и его облик стал более современным.
Во время Второй мировой войны Дуррес, вновь ставший Дураццо, и часть Албании были аннексированы Королевством Италия (1939 — 1943), а затем оккупирован немецкими войсками до 1944 года.
Город сильно пострадал от налётов союзных войск, а порт был взорван отступающими немецкими войсками.
В годы правления Энвера Ходжи Дуррес за короткий срок был реконструирован, а порт расширен. Сюда была перенесена тяжёлая промышленность. В 1947 году пущена первая железная дорога в Албании, а в 1949 году открыта железнодорожная станция в городе. В 1951 году в Дурресе основан крупнейший археологический музей в стране. В 1980 году построен вагоностроительный завод.
В конце 1980-х годов город был переименован в Дуррес-Энвер-Ходжа.
В 1990-х годах Дуррес стал центром массовой миграции албанского населения в соседнюю Италию. Так, только за август 1991 года в Италию перебралось более 20 000 человек. Италия была вынуждена взять порт под свой военный контроль, а Европейский союз оказывал гуманитарную помощь продовольствием для нуждающихся, эта программа получила название «Операция «Пеликан».
В 1997 году экономика Албании окончательно рухнула после провала финансовых пирамид. В Дуррес и другие албанские города вошли миротворческие итальянские войска.
Во время войны в Косово, в 1999 году город принял более 110 000 беженцев и стал центром получения гуманитарной помощи беженцам по всей Албании.